# Der Sampler 3
Der Sampler 3 ist der dritte Sampler der Hamburger Hip-Hop-Gruppe 187 Strassenbande, damals bestehend aus den Rappern Bonez MC, Gzuz, Maxwell, LX, Sa4 und Hasuna. Das Album erschien am 30. Januar 2015 über das Independent-Label 187 Strassenbande und wird von Distri vertrieben. Es wurde als Standard-Edition und Boxset, inklusive Instrumentals und Bonus-EP, veröffentlicht.

## Produktion
Fast das gesamte Album wurde von Jambeatz, dem Musikproduzent der 187 Strassenbande, produziert. Lediglich das Instrumental zu Gefährlich stammt von P.M.B.

## Covergestaltung
Das Albumcover ist in Schwarz-weiß gehalten und zeigt zentral den Schriftzug 187 Strassenbande zwischen verschiedenen Ornamenten. Am oberen Bildrand steht Der Sampler und die Ziffer 3 befindet sich in allen vier Ecken des Covers.

## Gastbeiträge
Auf fünf Liedern des Albums treten neben den Musikern der 187 Strassenbande weitere Künstler in Erscheinung. So ist der Berliner Rapper Kontra K auf den Songs Unter uns und So fremd zu hören, während der Frankfurter Rapper Hanybal einen Gastbeitrag auf Kein Problem hat. Die Rapper Fatal und Momo sind an den Stücken Sirp bzw. Tatsachen beteiligt.
Auf der Bonus-EP des Boxsets sind zudem Gastauftritte der Rapper Omik K., Nate57, Capuz und Svaba Ortak enthalten.

## Titelliste
| #  | Titel                  | Künstler                     | Produzent | Länge |
| -- | ---------------------- | ---------------------------- | --------- | ----- |
| 1  | Intro                  | Gzuz, Maxwell, Hasuna, Bonez | Jambeatz  | 3:34  |
| 2  | Einfach                | Bonez, Gzuz, Maxwell         | Jambeatz  | 2:57  |
| 3  | Lieblingszahl          | Hasuna, Maxwell, Gzuz        | Jambeatz  | 3:42  |
| 4  | Gefährlich             | Gzuz, Bonez                  | P.M.B.    | 2:34  |
| 5  | Kein Problem           | Gzuz, Hanybal                | Jambeatz  | 2:28  |
| 6  | Bademantel             | Maxwell, Bonez               | Jambeatz  | 3:32  |
| 7  | Geht los!              | Sa4, Bonez, Gzuz             | Jambeatz  | 3:09  |
| 8  | Freitag                | Bonez, Maxwell               | Jambeatz  | 3:04  |
| 9  | Observiert             | Sa4                          | Jambeatz  | 2:34  |
| 10 | Sirp                   | Fatal, Bonez, Gzuz           | Jambeatz  | 3:52  |
| 11 | Topscout               | Gzuz                         | Jambeatz  | 2:28  |
| 12 | Dreh’s wie ’ne 8       | Gzuz, Hasuna, Sa4            | Jambeatz  | 3:51  |
| 13 | Unter uns              | Kontra K, Bonez              | Jambeatz  | 3:06  |
| 14 | Compton                | LX                           | Jambeatz  | 2:44  |
| 15 | Tatsachen              | Momo, Bonez                  | Jambeatz  | 2:28  |
| 16 | Bis die Lage eskaliert | Sa4, Hasuna, Maxwell         | Jambeatz  | 3:32  |
| 17 | So fremd               | Kontra K, Bonez              | Jambeatz  | 3:33  |

Bonus-EP des Boxsets
| # | Titel                   | Künstler                              | Produzent    | Länge |
| - | ----------------------- | ------------------------------------- | ------------ | ----- |
| 1 | Ouh Yes!!               | Bonez, Omik K.                        | Defekto      | 3:07  |
| 2 | Das Volk, das sind wir! | Gzuz, Nate57                          | Kassim Beats | 2:44  |
| 3 | Mayday Mayday           | Bonez, Gzuz, Maxwell, LX              | Jambeatz     | 2:42  |
| 4 | Ich Binnezz             | Bonez, Capuz                          | Jambeatz     | 4:06  |
| 5 | Bockt nicht!            | Hasuna, Bonez, Gzuz, Sa4, Svaba Ortak | Jambeatz     | 4:12  |
| 6 | Schnapp!                | Gzuz, LX                              | P.M.B.       | 2:47  |

## Chartplatzierungen und Videos
Der Sampler 3 stieg am 13. Februar 2015 auf Platz 2 in die deutschen Albumcharts ein und belegte in den folgenden Wochen die Ränge 55 und 81, bevor er die Top 100 verließ. In Österreich erreichte das Album Position 16 und in der Schweiz Rang 18.
Im Vorfeld der Albumveröffentlichung erschienen Musikvideos zu den Liedern Schnapp!, Freitag, Gefährlich, Compton und Kein Problem.

## Rezeption
| Professionelle Bewertungen | Professionelle Bewertungen |
| -------------------------- | -------------------------- |
| Kritiken                   |                            |
| Quelle                     | Bewertung                  |
| laut.de                    | [ 4 ]                      |

Laura Sprenger von laut.de bewertete Der Sampler 3 mit vier von möglichen fünf Punkten. Die 187 Strassenbande präsentiere sich „immer noch high & hungrig“ und mache auf dem Album das, was sie am besten kann: „Sich selbst, allen Widerständen zum Trotz, kompromisslos abfeiern“. Die Rapper brächten „hör- und spürbare Motivation plus ganz viel frischen Wind“ in die Szene. Positiv hervorgehoben werden die Songs Intro, Lieblingszahl, Tatsachen und Sirp, während die Lieder Freitag und Bis die Lage eskaliert als Schwachpunkte gesehen werden.
Skinny von der Internetseite rap.de bewertete Der Sampler 3 ebenfalls positiv. Die einzelnen Rapper würden „gut miteinander harmonieren“ und hätten „eine wohlverdiente Sonderstellung im Straßenrap“. Jedoch seien Bonez MC, Gzuz und Maxwell den anderen Mitgliedern raptechnisch überlegen. Insgesamt funktioniere der Sampler „als Gesamtwerk“ und liefere „lupenreinen Straßenrap“ mit starken Beats und Flows, der den Hörer „in seinen Bann zieht“.
Florian Peking von MZEE äußerte sich in seiner Kritik zu Der Sampler 3 auch positiv. Die 187 Strassenbande nehme „völlig gerechtfertigt eine wichtige Rolle im deutschen Straßenrap ein.“ Als Qualitäten nennt er „harte Straßenstorys, [die] auf aberwitzige Punchlines und ignorant gerappte Reimketten“ treffen. Aber auch die Produktionen lobt er. So sei Der Sampler 3 „ein stimmiges Gesamtprodukt, das unter dem starken Zutun von Haus- und Hofproduzent jambeatz einen eigenen Sound vorweisen kann.“